# Judith Hermann

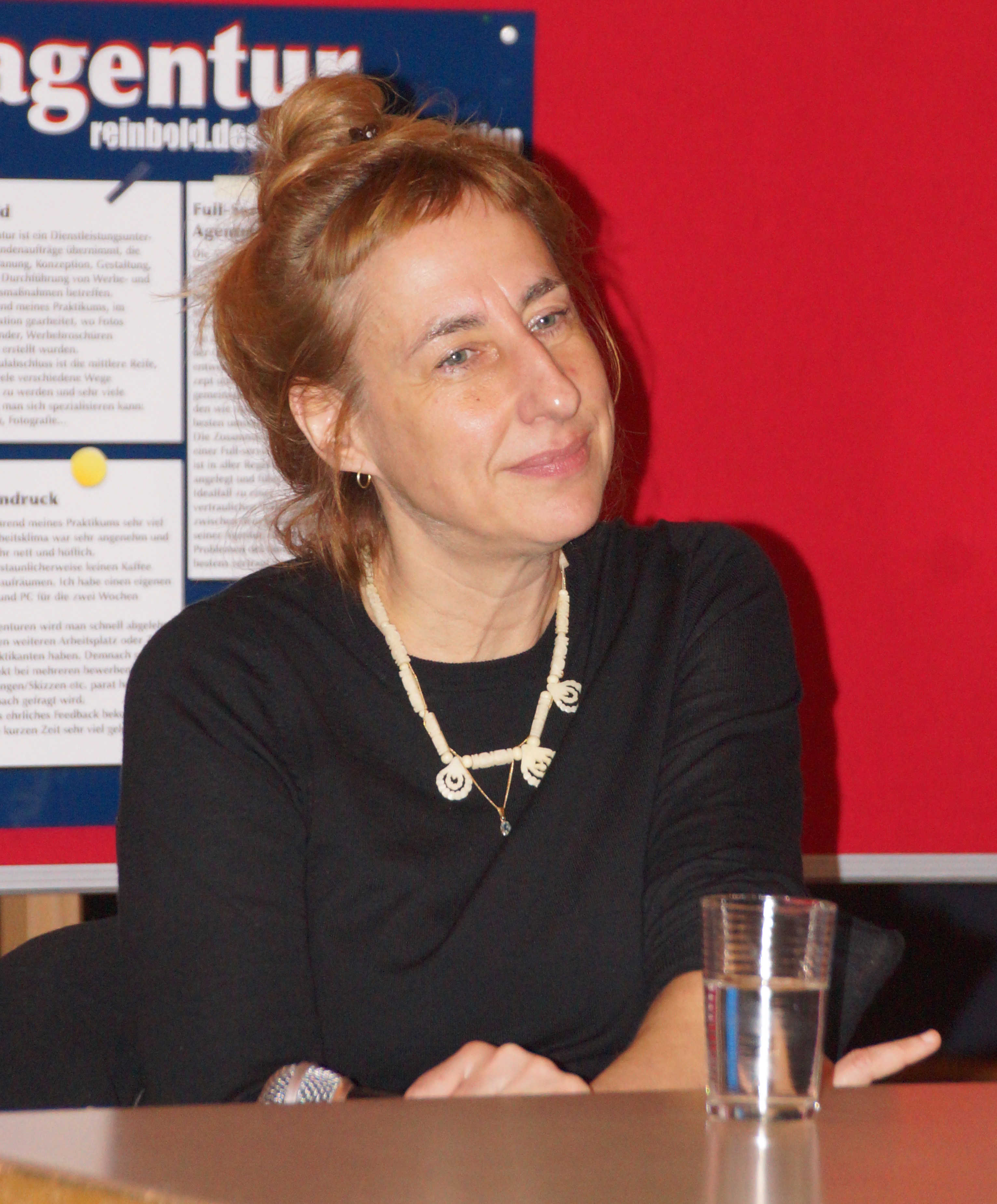
Judith Hermann, 2020

Judith Hermann (Berlijn, 15 mei 1970) is een Duitse schrijfster van korte verhalen, die in 1998 opzien baarde met haar debuutbundel Sommerhaus, später.

## Leven
Judith Hermann, een Berlijnse uit Tempelhof, wilde journalist worden. Ze studeerde germanistiek en filosofie, maar onderbrak haar studie en trok naar New York. Ze volgde daar een opleiding tot journalist. Toen ze literaire teksten ging schrijven bemerkte ze dat het kortverhaal haar het best lag. Ze verkreeg in 1997 de Alfred-Döblin-beurs van de Akademie der Künste en publiceerde een jaar later haar verhalenbundel, 'Sommerhaus. Später', die meteen haar naam vestigde. Het boek werd in 17 talen vertaald, en in het Duitse taalgebied werden honderdduizenden exemplaren verkocht.
Daarna werd het enige jaren stil rond haar; naar eigen zeggen had ze tijd nodig om met de druk van publiek en uitgeverij om te leren gaan. Pas in 2003 volgde een tweede bundel, Nichts als Gespenster, waarvoor ze vanwege van het Goethe-Institut reizen naar Tromsø, Venetië en IJsland ondernomen had.
De stijl van Hermanns verhalen leunt dicht bij die van Raymond Carver aan, die zij dan ook als voorbeeld vernoemt: korte zinnen met een eenvoudige structuur, waarin überhaupt weinig grote handelingen beschreven worden. Sommerhaus, später blonk uit door de fijne nuances waarmee het innerlijke van de personages geschetst werd, alsook het scherpe psychologische inzicht; doorgaans sijpelde er tevens een zekere melancholie doorheen. De tweede bundel werd daarentegen in de literatuurkritiek veel lauwer onthaald — men rekent hem tot de popliteratuur.
Desalniettemin zorgde Hermanns debuut gedurende enkele jaren voor een heropleving van het kortverhaal in Duitsland. In de vroege jaren 00 verschenen meerdere verhalenbundels die de stijl van Hermann navolgden. Het feit dat het merendeel hiervan door vrouwen geschreven was zou volgens critici wijzen op een nieuwe generatie literatuur vanuit een vrouwelijk perspectief. De meesten van deze auteurs in Hermanns kielzog bereikten echter niet haar literaire niveau en kwaliteit.
Judith Hermann heeft een zoon en woont in het Berlijnse district Prenzlauer Berg.

## Werken
- 1998 Sommerhaus, später (verhalen; vertaling "Zomerhuis, later" door Joke Gerritsen, 1999)
- 2003 Nichts als Gespenster (verhalen; vertaling "Niets dan geesten" door Gerda Meijerink, 2004)
- 2009 Alice (verhalen; vertaling onder dezelfde titel door Gerda Meijerink, 2009)
- 2014 Aller Liebe Anfang (roman)
- 2016 Lettipark (verhalen; vertaling onder dezelfde titel door Maarten Elzinga, 2021)